# 卡乔蒂宫

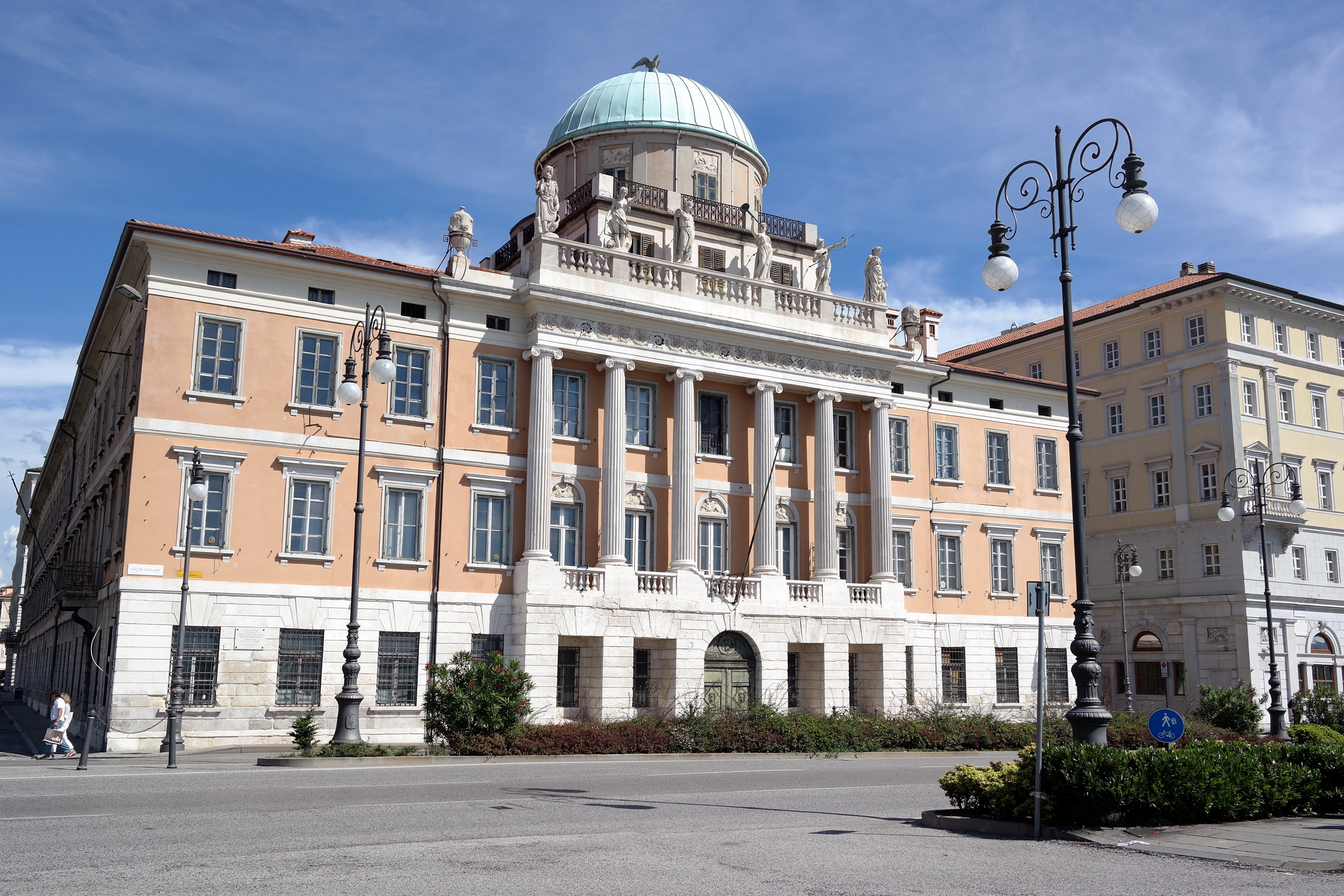

卡乔蒂宫（Le Palazzo Carciotti）是的里雅斯特一座18世纪的宏伟宫殿，位于市中心，的里雅斯特大运河的开端。

## 历史
这座宫殿建在一块原本是盐田的地块上。房主是希腊商人德米特里奥·卡乔蒂，1775年在的里雅斯特定居。他因经营波希米亚纺织品而致富，在18世纪末，买下了运河入口右侧的五栋房子。1798年，卡乔蒂委托建筑师马特奥·佩尔奇进行设计。施工立即开始，在乔瓦尼·里盖蒂的监督下，到1805年完成。
1816年，首相克萊門斯·梅特涅曾在卡乔蒂宫住了一小段时间。 
1831年，该建筑成为忠利保险（Assicurazioni Generali）的第一个总部，后来入驻过奥匈帝国银行、第里雅斯特自由區军政府办事处等。 
1918年，奥地利政府征用金属，从圆顶上刮去铜涂层。目前，该建筑内设有的里雅斯特市的一些办公机构。